# Poltergeist (Six Flags Fiesta Texas)
Poltergeist in Six Flags Fiesta Texas (San Antonio, Texas, USA) ist eine Stahlachterbahn vom Modell LIM Coaster des Herstellers Premier Rides, die am 28. Mai 1999 eröffnet wurde.
Poltergeist ist eine von vier Achterbahnen dieses Modells des Herstellers in den USA. Sie eröffnete im selben Jahr wie The Joker’s Jinx im Schwesterpark Six Flags America und drei Jahre nach der ersten Achterbahn des Typs: Flight of Fear in Kings Dominion und Kings Island. Zwischen 1998 und 2003 fuhr im japanischen Suzuka Circuit ebenfalls eine Achterbahn dieses Modells, diese wurde aber dann nach China nach Discoveryland versetzt. Abgesehen von den beiden Anlagen in Kings Dominion und Kings Island ist Poltergeist baugleich mit den anderen Anlagen dieses Modells.

## Züge
Poltergeist besitzt zwei Züge mit jeweils sechs Wagen. In jedem Wagen können vier Personen (zwei Reihen à zwei Personen) Platz nehmen. Anfangs besaß Poltergeist Schulterbügel. Zur Saison 2002 wurden diese Bügel durch Schoßbügel ersetzt. Als Rückhaltesystem kommen individuell einrastende Schoßbügel zum Einsatz.